# Coupe de France féminine de basket-ball 2021-2022
Navigation
2020-2021 2022-2023
La Coupe de France féminine de basket-ball 2021-2022 est la 45e édition de la Coupe de France, également dénommée Trophée Joë-Jaunay, en hommage à Joë Jaunay, basketteur international français décédé en 1993. Elle oppose 24 équipes professionnelles et amatrices françaises sous forme d’un tournoi à élimination directe et se déroule de septembre 2021 à avril 2022.

## Calendrier
| Tour                                                           | Nom                          | Dates                                               | Participants | Vainqueurs |
| Entrée en lice des douze équipes de LF2.                       |                              |                                                     |              |            |
| 1                                                              | 32e de finale                | Mercredi 15 septembre 2021 Samedi 18 septembre 2021 | 12           | 6          |
| Entrée en lice des 4 équipes de LFB non-européennes.           |                              |                                                     |              |            |
| 2                                                              | 16e de finale                | Mercredi 20 octobre 2021                            | 10           | 5          |
| Entrée en lice des 5 équipes de LFB participant à l’Eurocoupe. |                              |                                                     |              |            |
| 3                                                              | 8e de finale                 | Samedi 4 décembre 2021                              | 10           | 5          |
| Entrée en lice des 3 équipes de LFB participant à l’Euroligue. |                              |                                                     |              |            |
| 4                                                              | Quarts de finale             | Samedi 22 janvier 2022                              | 8            | 4          |
| 5                                                              | Demi-finales                 | Samedi 12 mars 2022                                 | 4            | 2          |
| 6                                                              | Finale à l’AccorHotels Arena | Samedi 23 avril 2022                                | 2            | 1          |

## Résultats

### Trente-deuxièmes de finale
Les douze équipes de Ligue féminine 2 participent aux trente-deuxièmes de finale.
Ce tour se dispute le 15 septembre 2021 et le 18 septembre 2021. Le tirage de ce tour est annoncé le 26 juillet 2021 par la FFBB.
| 15 septembre 2021 20 h | Rapport | La Tronche-Meylan (LF2)                           | 60-80 | Toulouse (LF2) |  | Gymnase Charlaix, Meylan |
| 15 septembre 2021 20 h | Rapport | Score par quart-temps : 15-15, 6-21, 21-21, 18-23 |       |                |  | Gymnase Charlaix, Meylan |

| 18 septembre 2021 20 h | Rapport | Montbrison (LF2)                                  | 82-50 | Pôle France (LF2) |  | Gymnase Jean-Pierre Cherblanc, Montbrison |
| 18 septembre 2021 20 h | Rapport | Score par quart-temps : 17-6, 17-19, 25-14, 23-11 |       |                   |  | Gymnase Jean-Pierre Cherblanc, Montbrison |

| 18 septembre 2021 20 h | Rapport | Chartres (LF2)                                    | 71-55 | Nantes-Rezé (LF2) |  | Halle Jean-Cochet, Chartres |
| 18 septembre 2021 20 h | Rapport | Score par quart-temps : 14-14, 19-12, 23-9, 15-20 |       |                   |  | Halle Jean-Cochet, Chartres |

| 18 septembre 2021 20 h | Rapport | Illkirch-Graffenstaden (LF2)                      | 56-74 | Reims (LF2) |  | Hall de la SIG, Illkirch-Graffenstaden |
| 18 septembre 2021 20 h | Rapport | Score par quart-temps : 13-20, 17-15, 9-24, 17-15 |       |             |  | Hall de la SIG, Illkirch-Graffenstaden |

| 18 septembre 2021 20 h | Rapport | La Glacerie (LF2)                                  | 69-64 | Aulnoye-Aymeries (LF2) |  | Complexe la Saillanderie, Cherbourg-en-Cotentin |
| 18 septembre 2021 20 h | Rapport | Score par quart-temps : 25-11, 18-15, 11-22, 15-16 |       |                        |  | Complexe la Saillanderie, Cherbourg-en-Cotentin |

| 18 septembre 2021 20 h | Rapport | Mondeville (LF2)                                              | 70-75 | Calais (LF2) | ap | Halle Bérégovoy, Mondeville |
| 18 septembre 2021 20 h | Rapport | Score par quart-temps : 19-10, 14-14, 13-20, 15-17, OT : 9-14 |       |              | ap | Halle Bérégovoy, Mondeville |